# Surt (volcan)
Surt est un volcan actif de Io un satellite galiléen de Jupiter. Il est situé dans l'hémisphère de Io qui fait face à Jupiter, au 45,21°N 336,49°W. Surt est un pic volcanique oblong (appelé patera), de 75 km par 40 km de diamètre, entouré par un dépôt de soufre rougeâtre et du dioxyde de soufre brillant sur ses cotes sud et est,. Le volcan a été observé pour la première fois sur des images de la mission Voyager 1 en mars 1979. Plus tard dans l'année, l'Union astronomique internationale désigna ce volcan selon le nom du dieu des volcans d'Islandais, Surtr.
Différentes éruptions ont été observées sur Surt depuis sa découverte par Voyager 1. La première éruption observée par des astronomes depuis la terre suivit la découverte du volcanisme ioien eut lieu à Surt le 11 juin 1979, entre le passage de Voyager 1 et celui de Voyager 2,. Quand Voyager 2 rencontra le système jovien en juillet 1979, l'éruption avait cessé, mais un dépôt frais, de 600km de large, fut observé aux environs de Surt. Ce dépôt de panache suggère un volcanisme actif de type peléen à Surt entre les deux visiteurs Voyager. De plus, une matière sombre, pouvant être de la lave extraite de l'éruption, était visible sur la moitié est de la patera. Quand la mission Galileo prit les premières images de la zone, en 1996, l'apparence de Surt et le terrain environnant avaient abandonné le noir, pour l'aspect vu par Voyager 1, suggérant encore une éruption de courte durée.
Il y eut une nouvelle éruption de Surt le 22 février 2001, qui fut la plus puissante éruption volcanique jamais observée, en termes d'énergie expulsée (en watts)  L'énergie totale produite par Surt (entre 7,2 et 8,4 × 1013 W) durant cette éruption avoisine la somme moyenne de l'ensemble des volcans ioiens. Malgré l'extrême violence de cette éruption, peu de modifications de surface furent observées par Galileo six mois plus tard, suggérant qu'elles avaient été entièrement dissipées. Des dépôts frais, rougeâtres et riches en soufre, furent vus sur les images acquises par Galileo en août 2001 au nord-est de Surt.